# Codex Boernerianus
El Codex Boernerianus (Gregory-Aland no. Gp/012), α 1028 (von Soden), és un manuscrit uncial del segle ix del Nou Testament. Està escrit en grec i llatí, sobre pergamí, amb lletres uncials, i es conserva a la Universitat Tècnica de Dresden (A 145b) a Dresden.
El còdex conté 99 fulles de pergamí (25 x 18 cm) i conté les Epístoles Paulines. El text està escrit en una sola columna per pàgina, i 20 línies per columna.